# Sintelbaan

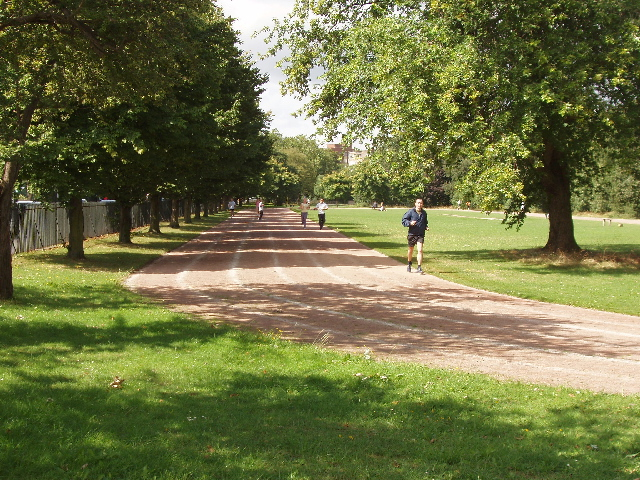
Sintelbaan in het Londense Regent's Park

Een sintelbaan is een wedstrijdbaan ontworpen voor de loopnummers in de atletiek.
Meestal bestaat de baan uit twee rechte stukken en twee bochten van 180 graden. De lengte is doorgaans 400 meter. De baan is door lijnen verdeeld in 4 à 6 stroken. Binnen de sintelbaan bevindt zich vaak een voetbalveld of ruimte voor andere atletieknummers.
Men loopt op een sintelbaan steeds linksom.

## Ondergrond
De ondergrond van zo’n baan bestaat uit gravel, gemalen rotsgesteente, kleisteen of baksteen. Deze manier van plaveien kwam in de jaren twintig van de 20e eeuw na de grasbanen in opkomst. De sintelbaan wordt sinds de jaren tachtig van die eeuw steeds vaker vervangen door kunststofbanen.
Een goede sintelbaan heeft een intensief onderhoud nodig. Uitgesleten delen moeten regelmatig opgevuld dan wel geëffend en gerold worden. Nadelig zijn de regen- en modderplassen na een bui. Ook de lijnen op de baan moeten regelmatig schoongemaakt worden. Sintels geven de atleet geen optimale grip. Hierom worden er vaak spikepunten - metalen pinnen - onder de sportschoenen gebruikt.

## Geschiedenis
De eerste Nederlandse sintelbaan van 400 meter stamt uit 1923 en lag op het Landgoed te Werve in Rijswijk. De baan bestond toen overigens uit vier bochten en rechte stukken.
De laatste olympische wedstrijden die op een sintelbaan werden gelopen, waren die van Tokio in 1964.